# Лудвиг-Фердинанд (Липе-Браке)
Лудвиг-Фердинанд фон Липе-Браке (на немски: Ludwig-Ferdinand von Lippe-Brake) е последният граф на Липе-Браке в Браке (1707 – 1709).

## Биография
Роден е на 27 септември 1680 година в Халберщат. Той е син на граф Фридрих фон Липе-Браке (1638 – 1684) и съпругата му принцеса София Луиза фон Шлезвиг-Холщайн-Зондербург-Бек (1650 – 1714), дъщеря на херцог Август Филип фон Шлезвиг-Холщайн-Зондербург-Бек (1612 – 1675) и втората му съпруга Сидония фон Олденбург (1611 – 1650), дъщеря на граф Антон II фон Делменхорст (1550 – 1619). Внук е на граф Ото фон Липе-Браке (1589 – 1657). Баща му Фридрих е брат на Казимир фон Липе-Браке (1627 – 1700).
След смъртта на баща му Фридрих, Лудвиг Фердинанд расте при роднините на майка му в Холщайн-Пльон. През 1707 г. той наследява братовчед си Рудолф, син на чичо му Казимир.
Лудвиг Фердинанд умира неженен и без деца на 21 февруари 1709 година в дворец Волфенбютел по време на пътуване за Хановер и Волфенбютел. С него линията Липе-Браке изчезва. След един ден Фридрих Адолф фон Липе-Детмолд иска да получи графството.